# 29 Armia (ZSRR)
29 Armia (ros. 29-я армия) – związek operacyjny Armii Czerwonej.
29 Armia została utworzona w 1941 roku i uczestniczyła w działaniach bojowych do lutego 1943 roku. Jej dowództwo powierzono gen. mjr Iwanowi Maslennikowowi. Początkowo wchodziła  w skład Frontu Zachodniego a następnie Frontu Kalinińskiego.  Uczestniczyła w walkach pod Moskwą i w przeciwuderzeniu (razem z 22 i 31 Armią) przygotowanym przez dowódcę frontu gen. por. Iwana Koniewa.

## Dowódcy armii
- gen. por. Iwan Maslennikow[2]
- gen. mjr Wasilij Szwiecow (od 11.12.1941[3]

## Skład armii
w październiku 1941 roku:
- 178 Dywizja Piechoty
- 243 Dywizja Piechoty
- 246 Dywizja Piechoty
- 252 Dywizja Piechoty